# Kasimir Fajans
Kasimir Fajans (Varsovia, 27 de mayo de 1887-Ann Arbor, Míchigan, 18 de mayo de 1975) fue un químico y físico polaco. Pionero en la ciencia de la radiactividad y codescubridor del elemento químico protactinio.

## Biografía
Fajans nació el 27 de mayo de 1887 en Varsovia, Polonia, en el seno de una familia de origen judío.  Tras completar la secundaria en Varsovia (1904), estudió química en Alemania, primero en la Universidad de Leipzig y luego en Heidelberg y Zúrich. En 1909 obtuvo su doctorado por su investigación sobre la síntesis estereoselectiva de compuestos quirales.
En 1910, Fajans aceptó un empleo en el laboratorio de Ernest Rutherford en Manchester, donde se descubrió el núcleo. Después regresó a Alemania, donde se convirtió en asistente y posteriormente profesor asistente en la Instituto Tecnológico de Karlsruhe, donde investigó la radiactividad. En 1917 dirigió la Facultad de Química Física de la Universidad de Múnich y, en 1932, se convirtió en director del Instituto de Química Física establecido por la Fundación Rockefeller. En 1935, abandonó Alemania debido a la creciente persecución nazi. Permaneció un tiempo en Cambridge y luego se trasladó a la Universidad de Michigan, donde trabajó hasta su fallecimiento. En 1959, fue nombrado miembro honorario de la Sociedad Química Polaca. 
Fajans se jubiló a los setenta años, pero nunca dejó de trabajar. Falleció el 18 de mayo de 1975 en Ann Arbor, Michigan.

## Trabajo científico
Fajans trabajó con Henry G. Moseley en el laboratorio de Ernest Rutherford investigando las propiedades de las filas radiactivas de la tabla periódica. Identificó las vidas medias de la fila Uranio - Actinio y los nucleidos del Torio. Descubrió el fenómeno de la ramificación electroquímica de las filas radiactivas. Posteriormente, Fajans trabajó en las propiedades electroquímicas de los elementos como resultado de los cambios radiactivos y formuló la ley de los desplazamientos radiactivos que más tarde se denominó ley de desplazamiento radiactivo de Fajans y Soddy (Frederick Soddy recibió el Premio Nobel de Química en 1921 por su investigación isotópica). En 1913, junto con Oswald Helmuth Göhring, descubrió el primer radioisótopo conocido del elemento químico protactinio, 234mPa con una semivida muy corta de 1,159 minutos. Esto fue cinco años antes de que Lise Meitner y Otto Hahn descubrieran en 1918 el isótopo de vida más larga, el 231Pa, con una semivida de 32650 años, lo que la IUPAC considera el descubrimiento del elemento Protactinio.
Fajans y Otto Hahn descubrieron la fórmula que definía las condiciones de precipitación y absorción de sustancias radiactivas. Es muy significativa para la separación y purificación de sustancias radiactivas que se encuentran en el número más pequeño.
En 1919, Fajans comenzó a investigar la estructura de los cristales mediante métodos termoquímicos y refractométricos. La correlación de Born, Fajans y Haber constituye una regla termoquímica básica. Con base en los datos de su investigación, Fajans formuló las relaciones esenciales relativas a la fuerza del enlace químico y la deformación de iones y partículas, como el calor de hidratación iónica, el índice de refracción y el calor de sublimación. En 1923, formuló las reglas de Fajans de la química inorgánica, que se utilizan para predecir si un enlace químico será covalente o iónico.
En Estados Unidos, investigó las reacciones nucleares con un ciclotrón y descubrió un isótopo radiactivo del plomo con Voigt, y un nuevo isótopo del Renio con Sullivan. Fue miembro del Instituto Polaco de Artes y Ciencias en América y de numerosas sociedades y academias.